# Литовская местная администрация
Литовская местная администрация (лит. Lietuvos vietinė administracija) — марионеточный орган исполнительной власти, коллаборационистская администрация существовавшая в 1941—1944 на территории Генерального округа Литва в составе рейхскомиссариата Остланд.

## История
После нападения Третьего Рейха на СССР, в Литве началось Июньское восстание 1941 года входе которого советские войска отступили из Литвы. Уже 24 июня немецкие войска входят в Вильнюс, 8 июля германские военные комендатуры в Литве передали свои полномочия германской гражданской оккупационной администрации.
В тот же день Литва была включена в Рейхскомиссариат Остланд (Reichskommissariat Ostland) в качестве генерального округа «Литва» (Generalkommissariat Litauen). Генеральный округ «Литва» возглавлял доктор философии и бывший руководитель секции торговли и промыслов Германского трудового фронта (Deutsche Arbeitsfront) германского министерства по делам восточных территорий генеральный комиссар Теодор Адриан фон Рентельн. Его резиденция располагалась в Каунасе.
Литовскую администрацию генерального округа «Литва» возглавил бывший генерал-лейтенант литовской армии Пятрас Кубилюнас , 5 августа 1941 г. Временное правительство Литвы было распущено германскими оккупационными властями.

## Деятельность
Существовали местные органы самоуправления (вплоть до «правительств»), которые оказывали значительную помощь немецким оккупантам в уничтожении коммунистов, евреев, окруженных групп красноармейцев и др. Немецкие военные, полицейские и гражданские власти  постоянно прибегали к помощи местных администраций, таким образом, признавая их де-факто. Поэтому высокопоставленный чиновник германского министерства по делам оккупированных восточных территорий Петер Кляйст в письме от 14 января 1942 года отмечал, что теперь уже было невозможно распустить их. В своих воспоминаниях Кляйст писал следующее: «Я добился полного одобрения генерала фон Рока. Он добавил, что мы располагаем для этого (для управления оккупированными территориями Литвы,Латвии,Эстонии.) всего лишь полудюжиной немецких функционеров, и что в этих условиях все равно не остается ничего, кроме как ввести автономную литовскую администрацию». Полномочия этой местной администрации должны были «ограничиваться лишь военной необходимостью». "Однако при этом,следовало избегать давать ей наименование, напоминающее о суверенитете, а лучше называть ее «местным самоуправлением» практическое руководство во всех трех бывших республиках Прибалтики и в Белоруссии осуществляли немецкие генеральные комиссары на основе инструкций рейхскомиссара «Остланда». Местное самоуправленин могло заниматься отдельными вопросами военной промышленности, в пределах, установленных ведомством Имперского уполномоченного по 4-летнему плану. Число входивших в состав самоуправления генеральных советников (в Литве) или директоров (в Латвии и Эстонии) определял генеральный комиссар. Он же имел право утверждать конкретных лиц, предложенных на эти посты. 1 декабря 1943 года взамен на мобилизацию оккупационные власти объявили о предоставлении автономии Литве, автономия оформлена 1 апреля 1944 года. Автономия в первую очередь означала фактическое переподчинение генерального округа Литва не рейхскомиссару Остланда, а непосредственно Восточному министерству.
Немецкие гражданские учреждения, злоупотребляли своим главенствующим положением, пытались приказывать и распоряжаться литовской полицией. Это подрывало доверие литовцев к полиции. Областной комиссар Каунаса бригадефюрер CA А. Лентцен приказом по области от 6 мая 1942 г. за № 24 запретил всем руководителям немецких гражданских учреждений вмешиваться в дела литовкой полиции. Рейхсминистр по делам занятых Восточных областей Альфред Розенберг, понимая, что сотрудничество местных жителей с немецкими властями на добровольной основе принесёт больше пользы, 7 марта 1942 г. издал директиву о более либеральном администрировании в Литве, Латвии и Эстонии и декрет о введении административного самоуправления в Остланде. Немецкое руководство стало «администрацией надзора», работу прямого администрирования выполняли местные учреждения администрации края. Генеральным советникам было предоставлено право в границах своих ведомств издавать некоторые законы. Предоставление Литве этого самоуправления можно считать правовым утверждением бывших литовских учреждений как вспомогательного аппарата немцев. 14 июня 1942 г. рейхсминистр занятых восточных территорий А. Розенберг на пресс-конференции в Берлине заявил: «…Что же касается Литвы, Латвии и Эстонии, то в этих странах жизнь строится на основе самоуправления». Существовали различия между системой самоуправления Литвы и самоуправлениями в Латвии и Эстонии, в то время как в Литве были ген.советники, в Латвии и Эстонии были ген.директоры. В немецкой административной системе существовало дублирования генерального коммисара Литвы и литовских генеральных советников, это говорит о существенной автономии, данное дублирование учреждений имело место только в Литве. 

## Ликвидация
В ходе Прибалтийской наступательной операции и Операции «Багратион» Красная армия освободила территории Литвы. В битве за Сяду Силы обороны отечества были разгромлены силами РККА.13 июля был взят Вильнюс. Фон Рентельн 1 августа доложил в Берлин о том что вся «гражданская администрация включая, управление Генерального комиссара в Каунасе, штадткомиссара города Каунаса и областного комиссара Каунасского района эвакуированы». На следующий день, 2 августа 1944 года, Каунас был освобожден. Окончательно красная армия освободила территории Литвы к 22 октября.

## Генеральные советники
- Пятрас Кубилюнас - 1-й генеральный советник и генеральный советник по вопросам внутренних дел.
- Владас Юргутис - генеральный советник по вопросам экономики.
- Йонас Матулёнис - генеральный советник во вопросам финансов.
- Казис Германтас - генеральный советник по вопросам путей снабжения.
- Балис Виткус - генеральный советник по вопросам сельского хозяйства.
- Пранас Германтас - генеральный советник по вопросам просвещения.
- Йонас Паукштис - генеральный советник по вопросам труда и соц.защиты.
- Мечисловас Мацкявичюс - генеральный советник по вопросам юстиции.
- Стасис Пуоджюс - генеральный советник по вопросам административного контроля.